# Kathy Brown
Kathryn C. Brown, nació en los Estados Unidos de América. Fue presidenta y directora general de la Internet Society de 2014 a 2018.
Veterana en el desarrollo de políticas de Internet y en iniciativas que han contribuido a la expansión mundial de Internet, además dirigió la Internet Society en su misión de mantener la Internet abierta, próspera y en beneficio de todas las personas en todo el mundo.

## Biografía
Kathryn C. Brown recibió su J.D., summa cum laude, en la Facultad de Derecho de la Universidad de Siracusa y su B.A., magna cum laude, del Marist College.  
Su carrera de Brown se ha desarrollado en el sector público y privado, incluyendo servicios en la Administración Nacional de Telecomunicaciones de Estados Unidos (NTIA, por sus siglas en inglés) y la Comisión Federal de Comunicaciones (FCC, por sus siglas en inglés). Además lideró en Verizon como Vicepresidenta. Kathryn trabajó en la administración del presidente estadounidense Clinton implicandose en el desarrollo de la política que implementó y adoptó internet a través global.  
Trabajó también como jefa de la Oficina de política y desarrollo en la Administración Nacional de Telecomunicaciones e Información y luego como jefa de personal para el presidente de la Comisión Federal de Comunicaciones, William E. Kennard. En esta comisión gestionó al personal que logró la decisión histórica del presidente Kennard de mantener una Internet no regulada, la financiación del programa E-rate y el aumento de disponibilidad de espectro radioeléctrico para potenciar la innovación en tecnología inalámbrica.  
Antes de trasladarse a Washington D. C.,estuvo trabajando en puestos ejecutivos durante 15 años al servicio del gobierno de Nueva York. 
Kathryn Brown ha servido en los consejos del Registro de Interés Público (.ORG), la Iniciativa de Desarrollo mPowering de la Unión Internacional de Telecomunicaciones, y en el Laboratorio de Innovación Annenberg de la Universidad del Sur de California.
Fue Presidenta y Jefa Ejecutiva (CEO) de Internet Society desde enero del 2014 hasta 2018 cuando fue sustituida por Andrew Sullivan, liderando su misión de mantener Internet abierto y de beneficio para todas las personas alrededor del mundo.